# Championnat d'Union soviétique de football 1989
Navigation
Saison 1988 Saison 1990
La saison 1989 de Vyschaïa Liga est la 52e édition du championnat d'URSS de football.
Lors de cette saison, le Dniepr Dniepropetrovsk va tenter de conserver son titre de champion d'URSS face aux 15 meilleurs clubs soviétiques lors d'une série de matchs aller-retour se déroulant sur toute l'année. 
Quatre places sont qualificatives pour les compétitions européennes, la cinquième place étant celle du vainqueur de la Coupe d'URSS 1989-1990.

## Qualifications en coupe d'Europe
À l'issue de la saison, le champion participera à la Coupe des clubs champions 1990-1991.
Le vainqueur de la Coupe d'URSS 1989-1990 participera à la Coupe des coupes 1990-1991, si ce club est le champion, alors le finaliste de la coupe le remplacera.
Les trois places pour la Coupe UEFA 1990-1991 sont attribuées aux deuxième, troisième et quatrième du championnat si ceux-ci ne sont pas les vainqueurs de la coupe, si c'est effectivement le cas la place reviendra au cinquième.

## Clubs participants

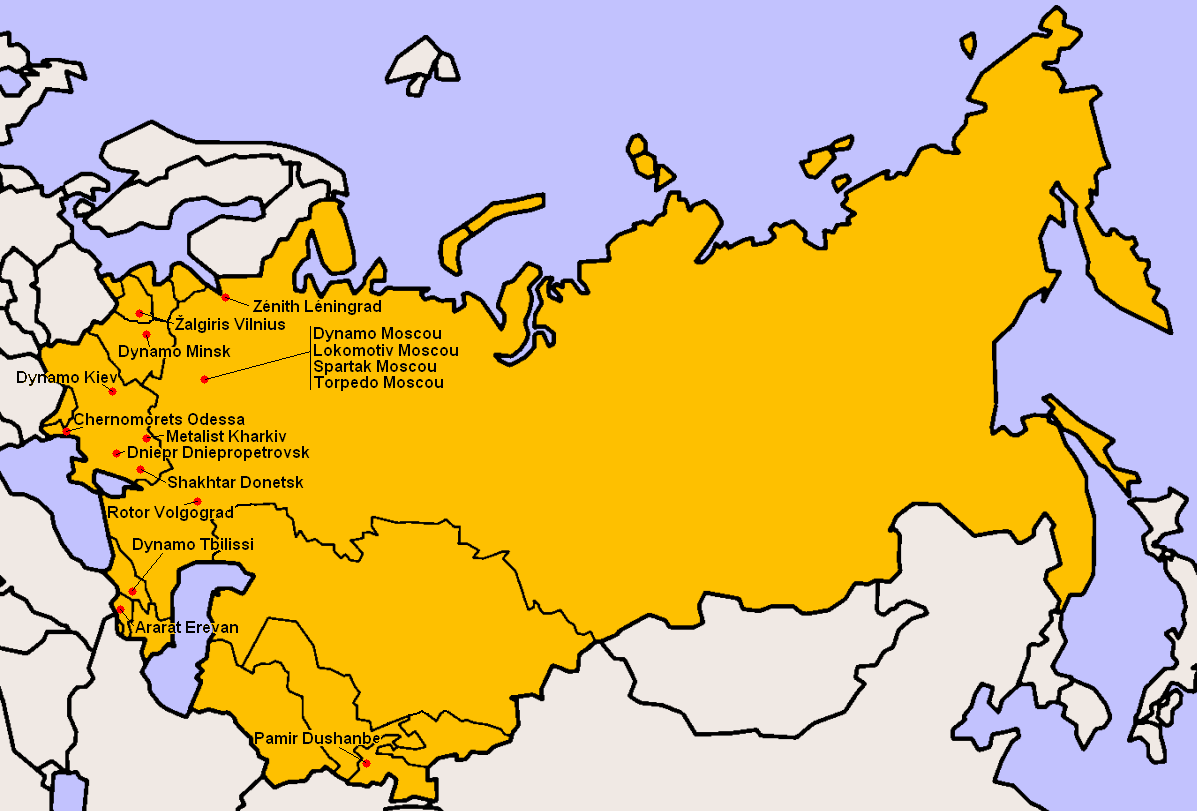
Localisation des clubs engagés dans le championnat.

Légende des couleurs
- Premier tour de la Coupe des clubs champions 1989-1990
- Premier tour de la Coupe des coupes 1989-1990
- Premier tour de la Coupe UEFA 1989-1990
- Promu de deuxième division

| Club                   | Présent depuis | Classement 1988 | Entraîneur                  | Stade                | Capacité |
| ---------------------- | -------------- | --------------- | --------------------------- | -------------------- | -------- |
| Dniepr Dniepropetrovsk | 1981           | 1er             | Yevhen Kucherevskyi (en)    | Stade Meteor         | 26 400   |
| Dynamo Kiev            | 1936           | 2e              | Valeri Lobanovski           | Stade républicain    | 83 450   |
| Torpedo Moscou         | 1938           | 3e              | Valentin Ivanov             | Stade Torpedo        | 16 000   |
| Spartak Moscou         | 1978           | 4e              | Oleg Romantsev              | Stade central Lénine | 84 745   |
| Žalgiris Vilnius       | 1983           | 5e              | Benjaminas Zelkevičius (en) | Stade Žalgiris (en)  | 15 000   |
| Zénith Léningrad       | 1938           | 6e              | Vladimir Goloubev (en)      | Stade Kirov          | 72 000   |
| Lokomotiv Moscou       | 1988           | 7e              | Iouri Siomine               | Stade Lokomotiv      | 28 800   |
| Chakhtior Donetsk      | 1973           | 8e              | Valeriy Yaremchenko (en)    | Stade Chakhtior      | 31 800   |
| Ararat Erevan          | 1966           | 9e              | Nikolay Kazakryan           | Stade Hrazdan        | 69 000   |
| Dinamo Moscou          | 1936           | 10e             | Anatoli Bychovets           | Stade Dinamo         | 36 540   |
| Metallist Kharkov      | 1982           | 11e             | Leonid Tkachenko (en)       | Stade Metallist      | 28 000   |
| Dinamo Minsk           | 1979           | 12e             | Eduard Malofeev             | Stade Dinamo         | 41 100   |
| Tchernomorets Odessa   | 1988           | 13e             | Viktor Prokopenko           | Stade central        | 30 800   |
| Dinamo Tbilissi        | 1936           | 14e             | David Kipiani               | Stade Lénine-Dinamo  | 55 000   |
| Pamir Douchanbé        | 1989           | 1er (D2)        | Oleg Khabi                  | Stade Pamir          | 21 400   |
| Rotor Volgograd        | 1989           | 2e (D2)         | Aleksandr Sevidov           | Stade central        | 32 120   |

### Changements d'entraîneur
| Club              | Entraîneur partant       | Date de départ | Entraîneur arrivant      | Date d'arrivée |
| ----------------- | ------------------------ | -------------- | ------------------------ | -------------- |
| Ararat Erevan     | Arkadi Andreasyan        | avril 1989     | Nikolay Kazakryan        | avril 1989     |
| Rotor Volgograd   | Piotr Choubine (en)      | avril 1989     | Aleksandr Sevidov        | avril 1989     |
| Zénith Léningrad  | Stanislav Zavidonov (en) | 18 mai 1989    | Vladimir Goloubev (en)   | 19 mai 1989    |
| Chakhtior Donetsk | Anatoli Konkov           | juin 1989      | Valeriy Yaremchenko (en) | juin 1989      |